# 四平街道
四平街道，原为四平镇，是中华人民共和国辽宁省大連市普兰店区下辖的一个乡镇级行政单位。2018年撤乡设镇。区划代码改为 210214021。

## 行政区划
四平街道下辖以下地区：
四平村、天城村、顾家村、费屯村、雨淋村和长岭村。